# Placer Dome
Placer Dome est une entreprise canadienne spécialisée dans l'extraction de l'or et autres métaux précieux (platine, titane, etc.). Son siège social se situe à Vancouver en Colombie-Britannique.
Elle exploite, entre autres, des mines en Ontario, situées à Campbell, Porcupine et Musselwhite.
En octobre 2005, Barrick Gold a fait une OPA de 9,2 milliards de dollars US sur celle-ci.

## Histoire
Placer Dome a été créé à Vancouver en 1987, en fusionnant Placer Development Ltd. de Vancouver (fondée en Colombie-Britannique en 1926), Dome Mines Limited de Toronto (fondée en Ontario en 1910), et Campbell Red Lake Mines Ltd. de Toronto (fondée en Ontario en 1944).

## Source
- Barrick veut s'offrir Placer
- Placer Dome | Foire aux questions